# Giovanni Manfredi
Giovanni Manfredi (Imola, 1324 – Pistoia, 1373) è stato un condottiero italiano e quarto signore di Faenza.

## Biografia
Era figlio illegittimo di Ricciardo Manfredi, terzo signore di Faenza e di Zeffirina Nordigli.
Dopo essere stato nominato cavaliere da suo padre nel 1340 e vicario imperiale da Ludovico il Bavaro lo stesso anno, fu nominato capitano del popolo di Faenza nel dicembre 1341. Divenne signore di Faenza nel 1343. Era anche signore di altre piccole tenute romagnole come Bagnacavallo o Bagnara. Dopo aver elogiato i suoi servizi a Bernabò Visconti nel 1351 nella sua guerra contro Bologna e lo Stato Pontificio, fu scomunicato nel 1352 e dichiarato eretico nel 1354. Nel 1356 il cardinale Egidio Albornoz lanciò una campagna militare contro di lui e il suo alleato Francesco II Ordelaffi. Sconfitto, dovette lasciare Faenza allo Stato Pontificio e ospitare i suoi due figli, Francesco e Astorre I Manfredi, che furono affidati ai Carraresi di Padova. Nel 1357 giurò lealtà e fedeltà al Papa. Nel 1361 si ribellò di nuovo contro lo Stato Pontificio e creò senza successo una cospirazione per riprendere Faenza. Gli ultimi anni della sua vita furono quelli di un condottiero che passava da un'alleanza all'altra e combatteva principalmente in Romagna e Toscana.
Morì a Pistoia dove si era rifugiato dopo aver perso tutte le sue tenute nel 1373.

## Discendenza
Giovanni sposò Ginevra Mongardino, dalla quale ebbe quattro figli:
- Astorre I Manfredi (1345-1405), quinto signore di Faenza
- Isabella, sposò Luigi Da Barbiano
- Zefferina, sposò Feltrino Boiardo
- Francesco (?-1393), mercenario.